# Российская историческая энциклопедия
«Российская истори́ческая энциклопе́дия» — многотомная российская энциклопедия всемирной истории, выпущенная в 2015—2024 годах.

## Содержание
Работа по созданию Российской исторической энциклопедии началась в 2015 году по инициативе Российского военно-исторического общества совместно с Институтом всеобщей истории РАН, с 2022 года при поддержке Российского исторического общества. Главный редактор проекта научный руководитель ИВИ РАН, академик РАН Александр Чубарьян.
«Российская историческая энциклопедия» представляет собой фундаментальный труд, охватывающий практически весь ход развития человечества, все исторические эпохи, страны и народы. Каждый том включает более тысячи статей, которые содержат ссылки на актуальные исследования и исторические источники, а также иллюстративный и картографический материал. Энциклопедия отражает современный уровень развития исторической науки, представляя новые интерпретации событий прошлого. Научными редакторами направлений выступают известные учёные, сотрудники Института всеобщей истории РАН, члены Российского военно-исторического и Российского исторического обществ. Всего энциклопедия содержит около 33 000 статей. 
В редакционный совет «РИЭ» входили Юрий Петров, Владимир Мединский, Анатолий Торкунов, Михаил Мягков, Валерий Тишков и другие.
«Российская историческая энциклопедия» издавалась с 2015 по 2024 год. Тома с 11 по 18 выходили в сдвоенном формате: в 2022 году изданы 11-12 тома, в 2023 году — 13-14 тома, в 2024 году — 15-16 и 17-18 тома. Всего в рамках серии вышло 14 книг, из которых последние 4 представляют сдвоенные сборники.

## Тома
| Том   | Название                                                          | Год издания | ISBN                                           |
| ----- | ----------------------------------------------------------------- | ----------- | ---------------------------------------------- |
| 1     | Аалто — Аристократия                                              | 2015        | ISBN 978-5-373-07472-8                         |
| 2     | Аристомен — Благоев                                               | 2015        | ISBN 978-5-373-07473-5                         |
| 3     | Благосветлов — Великое княжество Финляндское                      | 2016        | ISBN 978-5-373-07826-9                         |
| 4     | Великое переселение народов — Германия                            | 2017        | ISBN 978-5-00111-208-2                         |
| 5     | Германия ― Джемдет-Наср                                           | 2017        | ISBN 978-5-00111-139-9                         |
| 6     | Джемшиды — Ильменские славяне                                     | 2018        | ISBN 978-5-00111-195-5                         |
| 7     | Ильтизам — Калам                                                  | 2018        | ISBN 978-5-00111-327-0                         |
| 8     | Калам Авур Пакир Джайнулабдин — Китай                             | 2019        | ISBN 978-5-00111-547-2                         |
| 9     | Китайская восточная железная дорога — Культурная революция в СССР | 2020        | ISBN 978-5-00111-566-3                         |
| 10    | Кульчицкий Людвик — Луцилий Гай                                   | 2020        | ISBN 978-5-00111-532-8                         |
| 11-12 | Луцкевич Антон Иванович — Мясников Гавриил Ильич                  | 2022        | ISBN 978-5-09-102184-4; ISBN 978-5-09-102184-4 |
| 13-14 | Набатея — Робертсон Уильям                                        | 2023        | ISBN 978-5-09-084049-1; ISBN 978-5-09-109795-5 |
| 15-16 | Робеспьер, Максимилиан-Мари-Изидор де — Уйгурский каганат         | 2024        | ISBN 978-5-09-084049-1; ISBN 978-5-09-112475-0 |
| 17-18 | Указ о единонаследии — Яцунский Виктор Корнельевич                | 2024        | ISBN 978-5-09-119372-5                         |